# Naka-ku (Nagoya)
Naka-ku (中区?) è uno dei sedici quartieri amministrativi della città di Nagoya, in Giappone.